# Екатеринославский центр Добровольческой армии
Екатеринославский центр Добровольческой армии (Екат.ц. Добрармии) — военное учреждение в Добровольческой армии, с 26 декабря (старый стиль) 1918 года Вооружённых сил Юга России во время Гражданской войны в России в Екатеринославской губернии.

## История
1918 год
16 октября (старый стиль) Екатеринославский центр Добровольческой армии образован для работы по формированию частей армии в губернском городе Екатеринославе и Екатеринославской губернии.
К середине ноября (ст.ст.) Екат.ц. была создана Добровольческая офицерская дружина.
В губернском городе Екатеринославе стоял 8-й корпус Вооружённых сил Украинской державы, командир корпуса генерал И. М. Васильченко (генерал-майор в Императорской русской армии;), и добровольческая офицерская дружина Добровольческой армии.
14 ноября гетман П. П. Скоропадским провозгласил Акт федерации, которым он обязывался объединить Украину с будущим (небольшевистским) российским государством.
16 ноября началось возглавленное Директорией УНР восстание против гетмана П. П. Скоропадского повстанческого движения и восставшими войсками Украинской державы под командованием С. В. Петлюры. Гражданская война на Украине смела ещё одну власть.
Во время внутриполитической борьбы на Украине украинский 8-й корпус, большинство офицеров которого были враждебны сепаратизму украинцев-националистов, принял ориентацию русских добровольце за «Единую и неделимую Россию».
23 ноября (ст.ст.) 8-й корпус оказал сопротивление войскам С. В. Петлюры, отразив их наступление на город Екатеринослав. После этого события был созван митинг, на котором было решено идти на соединение с русской Добровольческой армией. Выдающуюся роль в принятии такого решения сыграл командир 7-го конного Новороссийского полка полковник Гусев.
И уже ночью 27 ноября (ст.ст.) отряд из частей 8-го корпуса (сохранявших свои корпусные наименования) под командованием командира корпуса генерала И. М. Васильченко выступил на юг. В его составе были 43-й и 44-й пехотные полки и Добровольческая офицерская дружина 250 чел. (всего до 500—650 чел. пехоты во главе с генерал-лейтенантом Н. М. Баташевым (в Императорской русской армии) и генерал-майором А. М. Диденко (в Императорской русской армии) и полковником Долженко),, 7-й Новороссийский конный полк (150—170 саб.; полк. Гусев), Артиллерия (4 орудия; генерал-майоры Владимир Дмитриевич Жуков и Бенескул, полковники Лебедев, Рагоза и Немира), Бронедивизион (5 или 4 бронемашины и 4 грузовика; 60 чел.), Радиостанция (полковник Краснописцев), Инженерный взвод, Лазарет (2-3 врача, 3-4 сестры милосердия),, большая часть чинов Екатеринославского центра Добровольческой армии.
Общая численность отряда составляла около 1050 чел., большинство в нём были офицеры.,
Отряд не смог переправиться через реку Днепр из-за давления войск УНР под командованием С.Петлюры было выбрано направление на Крым через Перекоп в Таврию.
По пути следования «Екатеринославский отряд» постоянно вёл бои.
Отряд прошёл село Малышевки (немецкая колония Нейенбург до 1886 года), между волостным центром Марьинской и волостным центром местечком Ново-Воронцовкой Херсонского уезда Херсонской губернии, Дутчино, около города Берислав.
22 декабря (ст.ст.) «Екатеринославский отряд» достиг города Перекопа. В Крыму в Таврической губернии завершился «Екатеринославский поход» («Зимний поход»).
Поход отряда продолжался 34 дня, в течение которых было пройдено около 500 вёрст из г. Екатеринослава на полуостров Крым в основную часть Таврической губернии на соединение с русской Добровольческой армией. Отряд прошёл по тылам украинских войск С. В. Петлюры, советских войск, партизанских отрядов украинского атамана Н. И. Махно (уроженца Екатеринославской губернии) и других местных отрядов и банд, вёл непрерывные бои с окружающим противником, нёс потери.,,
1919 год
6 апреля (ст.ст.) Екат.ц. расформирован.

## Последующая история
6 июня 1920 для участников похода был учреждён особый знак отличия: серебряный крест, по размеру и по форме подобный Георгиевскому, чёрной эмали с белой эмалевой каймой по краям сторон креста. Крест наложен на серебряный терновый венец. В середине креста щит с гербом г. Екатеринослава — на голубом поле золотой вензель Екатерины II, окруженный девятью золотыми звездами. Сверх щита золотая императорская корона. На оборотной стороне креста — номер. Крест носился на национальной бело-сине-красной ленте, на левой стороне груди.

## Командование
- Начальник центра полковник Леонид Степанович Островский (16 октября (ст.ст.) 1918 — 6 апреля (ст.ст.) 1919).[2]

- Островский Леонид Степанович. Командир 2-й батареи 31-й арт. бригады (с 12.11.1912). Участник мировой войны. Полковник Императорской русской армии (старшинство 06.05.1915). Командир 2-го дивизиона 31-й арт. бригады (с 10.02.1916). Генерал-майор Русской армии революционной России (приказ 08.08.1917). В армии Украинской державы (на сентябрь 1918), затем в русской Добровольческой армии.

- Начальник штаба центра полковник Лукшин (16 октября (ст.ст.) 1918 — 6 апреля (ст.ст.) 1919).[2]